# Stenalia pectoralis
Stenalia pectoralis es una especie de coleóptero de la familia Mordellidae.

## Distribución geográfica
Habita en la República Democrática del Congo.